# 沈新发
沈新发（1914年—1993年），男，江西万载人，中华人民共和国政治人物，曾任内蒙古自治区人民委员会副主席，内蒙古自治区人大常委会副主任，第六届全国人大代表。